# Curtis Harris
Curtis Harris (27 de junho de 2001, Califórnia) é um ator americano. Ele é conhecido por ter interpretado Miles Preston no sitcom da Nickelodeon, The Haunted Hathaways.

## Vida e Carreira
Curtis Harris nasceu em 27 de junho de 2001 no estado da Califórnia, sudoeste dos Estados Unidos, e seu irmão mais novo , Caleel , também é ator. Ele afirmou que o seu esporte favorito é o basquete. Ele começou a atuar desde oito anos de idade , quando ele interpretou um garoto chamado Tyler em um episódio de Grey's Anatomy . Em 2013 , ele estrelou na série da Nickelodeon, The Haunted Hathaways, como Miles Preston.

## Filmografia

### Televisão
| Televisão       | Televisão             | Televisão          | Televisão                           | Televisão |
| Ano             | Título                | Papel              | Notas                               |           |
| --------------- | --------------------- | ------------------ | ----------------------------------- | --------- |
| 2009            | Grey's Anatomy        | Tyler              | 1 episódio.                         |           |
| 2009            | FlashForward          | Zack               | 2 episódios.                        |           |
| 2010            | Modern Family         | Garoto #3          | 1 episódio.                         |           |
| 2011            | Community             | Shawn              | 1 episódio.                         |           |
| 2011            | Agente Especial Oso   | Isaac (voz)        | 1 episódio.                         |           |
| 2010 - 2012     | Fringe                | Christopher Boyles | 2 episódios.                        |           |
| 2012            | The First Family      | Jackson            | 1 episódio.                         |           |
| 2012 - 2013     | Doc McStuffins        | Henry (voz)        | 3 episódios.                        |           |
| 2012 - 2013     | Crash & Bernstein     | Scottie            | 4 episódios.                        |           |
| 2013            | Sam & Cat             | Garoto #1          | 1 episódio.                         |           |
| 2013 - presente | The Haunted Hathaways | Miles Preston      | Co-Protagonista.                    |           |
| 2014            | The Thundermans       | Miles Preston      | Crossover "The Haunted Thundermans" |           |
| 2014            | AwesomenessTV         | Ele mesmo          | Crossover "The Haunted Thundermans" |           |

### Filmes
| Filmes | Filmes                          | Filmes      | Filmes          | Filmes |
| Ano    | Título                          | Papel       | Notas           |        |
| ------ | ------------------------------- | ----------- | --------------- | ------ |
| 2009   | Touched                         | Hayden      | Filme.          |        |
| 2010   | Eyes to See                     | Julio       | Curta-metragem. |        |
| 2011   | Little in Common                | CJ Burleson | Filme.          |        |
| 2012   | Abraham Lincoln: Vampire Hunter | Young Will  | Filme.          |        |

## Prêmios e Indicações
| Ano  | Prêmio            | Categoria                            | Trabalho              | Resultado | Ref.  |
| ---- | ----------------- | ------------------------------------ | --------------------- | --------- | ----- |
| 2015 | NAACP Image Award | Melhor Atuação em uma Série Infantil | The Haunted Hathaways | Indicado  | [ 1 ] |

## Ligações Externas
- Curtis Harris. no IMDb.